# La reina viuda doña Mariana de Austria
El retrato de la reina viuda doña Mariana de Austria es uno de los cuadros más conocidos del pintor español Juan Carreño de Miranda. Está realizado en óleo sobre lienzo. Mide 211 cm de alto y 125 cm de ancho. Fue pintado en 1669. Se encuentra en el Museo del Prado, Madrid, España. 

## Descripción

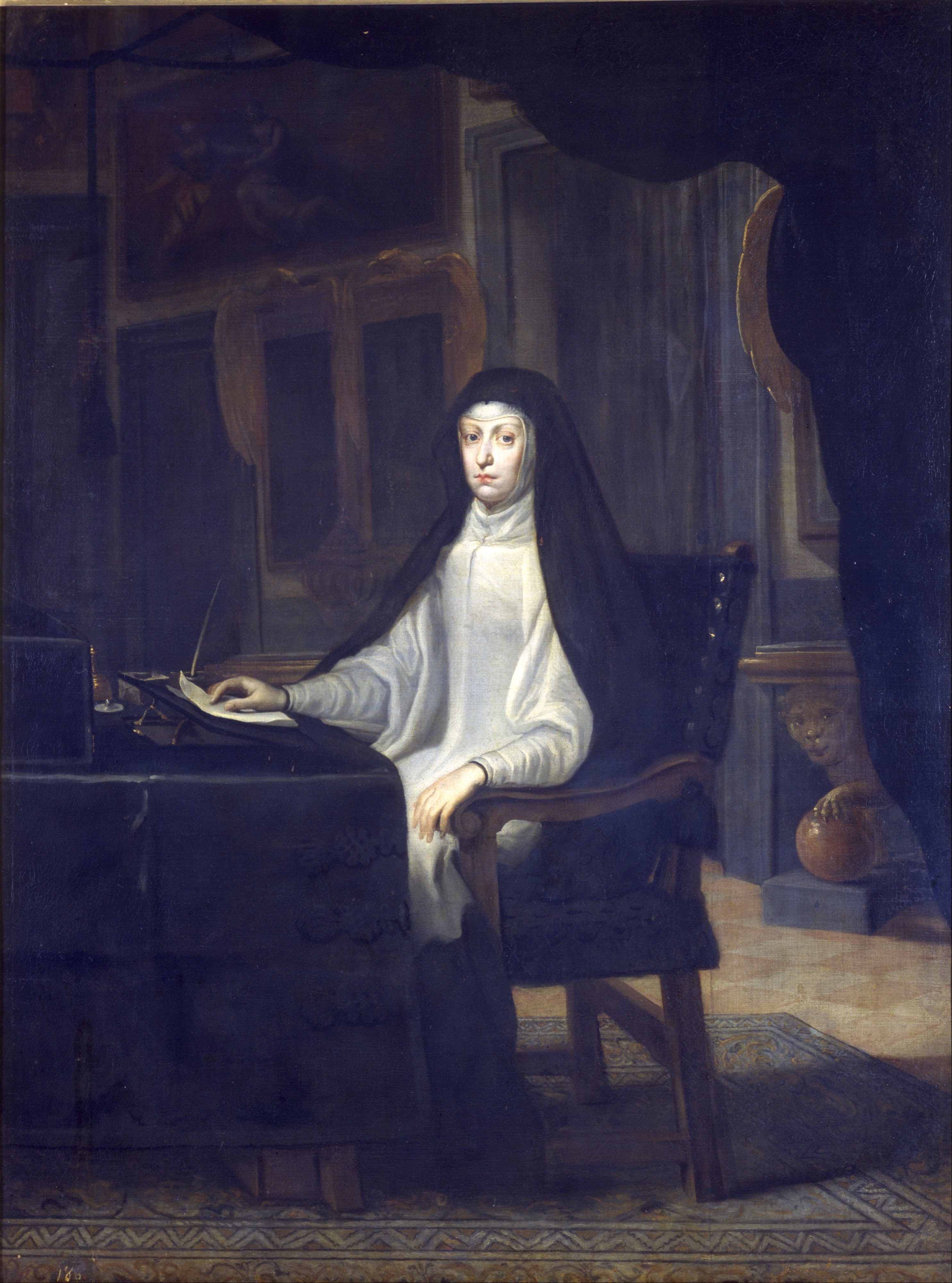
Retrato de doña Mariana de Austria, Real Academia de Bellas Artes de San Fernando.

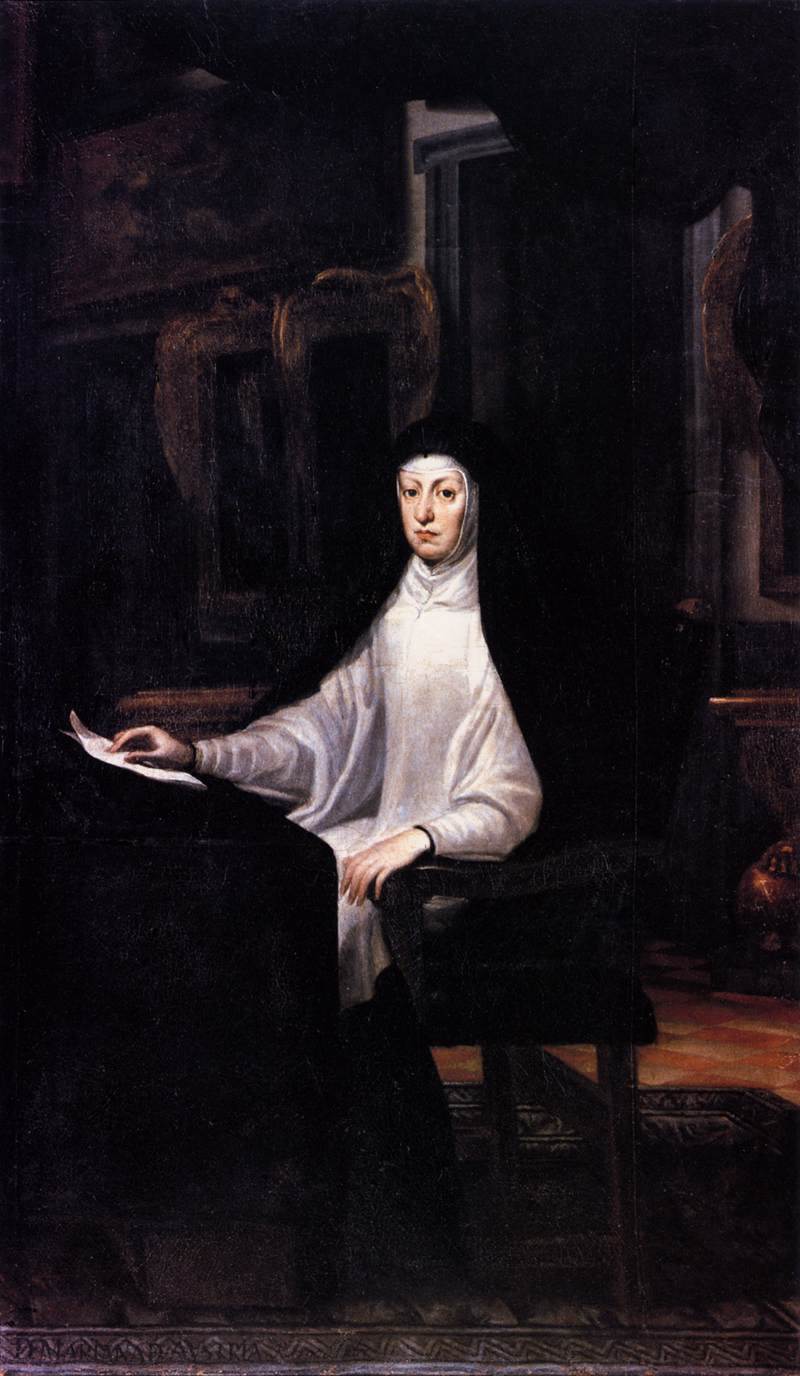
Retrato de doña Mariana de Austria (1678), Museo de Bellas Artes de Bilbao.

La protagonista de este cuadro es doña Mariana de Austria, reina consorte de España de 1649 a 1665 y Regente de 1665 a 1675, segunda esposa de Felipe IV. 
Diego Velázquez la había retratado diecisiete años antes, cuando era la joven reina, recién casada con su tío Felipe IV. A los 31 años quedó viuda, gobernando el país como regente de su hijo Carlos II. 
Carreño, que fue nombrado en 1669 pintor del rey, la retrató a los cuatro años de muerto el marido, vistiendo tocas de viuda, muy semejantes a las de las monjas. La figura se enmarca en el Salón de los Espejos del Alcázar de Madrid. Hay otro cuadro con la reina Mariana de Austria en traje de viuda en el Museo de Historia del Arte de Viena y también otra versión en la Real Academia de Bellas Artes de San Fernando en Madrid. Una tercera versión se expone en el Museo de Bellas Artes de Bilbao. 